# 대우 에스페로
대우(GM KOREA) 에스페로(Daewoo Espero)는 대우자동차(현 한국지엠)에서 1990년부터 1997년까지 생산한 전륜구동 준중형 승용차로, 대우자동차의 첫 고유모델이다.
차명인 에스페로는 '희망하다', '기대하다'라는 뜻을 지닌 스페인어 및 에스페란토 낱말이다.

## 1세대

### 개요
1980년대 말부터 현대자동차에 중형차 시장의 선두 자리를 빼앗겨 위기 의식을 느낀 대우자동차가 1986년부터 개발에 착수하여 4년 동안 개발하였다.
대우자동차가 독자 개발한 첫 고유 모델로, 당시 르망과 로얄 시리즈의 중간 크기를 가진 차종이 절실히 필요하였던 대우자동차는 에스페로의 개발에 심혈을 기울였다.
대우자동차에서 스타일링 컨셉과 이미지를 정하고, 그루포 베르토네에 파견된 디자이너 및 설계 직원들과 함께 작업을 진행하였다. 스포츠 감각을 지닌 중형 세단으로, 미래 지향적인 날렵한 유럽형의 스타일을 띠고 있어 당시 대한민국에서 만들어진 자동차에서 보지 못하였던 파격적인 디자인을 가졌다.
라디에이터 그릴을 없애고, 앞에서 옆을 거쳐 뒤로 이어지는 C 필러 부분을 유리로 감싸 날렵한 세단의 이미지를 연출하여 차체의 라인을 매끈하게 처리하였다. 넓은 실내 공간을 확보하였고, 여러 유형의 사고로부터의 안전을 확보하기 위하여 랩 어라운드 스타일을 지니고 있었다.
차량 하체에서 생기는 소용돌이를 억제해주는 역할을 하는 에어댐을 차량의 범퍼 아래쪽에 설치하여 공기 역학적으로 뛰어난 성능을 이끌어냈다.
대우자동차의 전통대로 트렁크를 매우 넓게 설계하였으며, 뛰어난 승차감과 주행 성능으로 호평 받던 르망의 앞 맥퍼슨 스트럿, 뒤 컴파운드 링크 서스펜션을 그대로 이용하고, 축거를 넓혀 플랫폼을 완성하여 개발비를 크게 줄였다.
송풍구를 도어 트림에 달고, 도어 열림 장치를 수평 방향이 아닌 수직 방향으로 설계하였다.
1995년에 전국적으로 모집한 품질 평가단 100명에게 에스페로를 한 대씩 빌려주어 달라진 품질을 직접 느껴보라는 에스페로 품질 평가단 마케팅을 펼쳐 판매 증진에 효과를 거두었으며, 이러한 마케팅 전략은 유럽 시장 진출에도 많은 영향을 주었다. 또한 영국의 자동차 전문지인 오토 익스프레스에 의해 최우수 차로 선정되었다.
1997년 2월에 후속 차종인 누비라와 레간자가 출시되어 단종되었다.
한편, 1990년대 초반 전주구장에 해당 상표 서비스 홈런존인 "에스페로존"이 설치되기도 했다.
그루포 베르토네에서 디자인했기 때문에, 같은 스튜디오에서 디자인한 시트로엥 XM 및 잔티아와 느낌이 비슷하다.

### 성능
초기 에스페로는 당시 르망 임팩트에 쓰였던 100마력 2.0 ℓ CFI 엔진을 얹었다. 현대 엘란트라의 출시로 준중형차 시장이 본격적으로 형성되고, 자사의 중형차였던 로얄 프린스와 배기량이 겹쳐 에스페로의 위치가 모호해지면서, 에스페로는 선보인지 얼마 되지 않아 판매 부진에 시달리기 시작하였다.
이에 대우자동차는 판매 부진에 시달리던 에스페로에 독자 개발한 100마력 1.5 ℓ DOHC 엔진을 1991년 2월에 추가하였다.
영국 로터스의 자문을 받아 설계된 이 엔진은 중·저속 RPM 구간에서 최대 출력을 발휘하여 대한민국 실정에 맞는다는 평가를 받았으나 고속 주행 성능은 동급 차량들에 비해 떨어졌고, 대우자동차가 처음으로 독자 개발한 이 엔진은 초기에 많은 취약점을 드러냈다.
부품의 정밀도가 떨어져 엔진 오일이 새거나 노킹 현상을 보이는 차가 많았고, 급가속 때 소음과 진동이 심한 문제점은 훗날 해결되었으나, 결국 에스페로의 이미지에 흠집을 주고 말았다.
이에 대우자동차는 1991년 11월에 테일 램프를 콤비네이션 타입으로 변경하고, 시트의 재질을 한 단계 높인 1992년형 에스페로를 선보였다.
1993년 4월에는 파워 안테나의 위치를 조수석 앞 펜더 근처에서 운전석 뒷 펜더 근처로 옮기고, 센터 페시아에 컵 홀더가 추가되었으며, 도어 트림과 휠 디자인도 변경된 1994년형이 선보였다.
또 2.0 ℓ CFI 엔진을 대체할 115마력의 2.0ℓ MPFI 엔진과 90마력의 1.5ℓ MPFI 엔진을 추가했다. 1994년에는 1.8 ℓ MPFI 엔진이 추가됨과 동시에 2.0 ℓ MPFI 엔진이 삭제되었다. 100마력 1.5리터 DOHC 엔진은 이후 대우 르망 RTi, 대우 씨에로(DOHC 팩 옵션)와 공용했다.
1995년부터 단종될 때까지 에스페로 엠블럼 대신 대우 엠블럼을 달고 출시하였다.

## 평가
에스페로는 1990년 9월에 출시되어 1996년 11월까지 546,520대가 생산, 이 가운데 236,882대가 해외로 수출되었다.
비교적 저렴한 가격에 중형차의 기분을 느낄 수 있는 차로 인기를 모았고, 해외에서는 같은 가격의 동급 차량들에 비하여 편의 장비가 풍부한 차로 평가받았다.
그러나 연비가 나쁘고, 완성도가 떨어진다는 평가와 함께 당시 대한민국의 기술이 뒷받쳐주지 못하는 바람에 후방 시야를 넓히기 위한 6 윈도우의 채택은 뒷 부분 도어 유리에 분할 바를 넣어 깔끔한 이미지에 흠집을 주었다.
또한 에스페로의 공격적인 스타일은 평범하고 무난한 디자인을 선호하는 자동차 고객들에게는 다소 생소하게 느껴졌고, 거부감을 주기도 하였다. 마무리가 좋지 않고, 중고차 값이 낮다는 대우자동차의 이미지는 에스페로의 판매에도 좋지 않은 영향을 끼쳤다.

## 제원
| 구분                 | 1.5 MPFI                       | 1.5 DOHC                                                                         | 1.8 MPFI                       | 2.0 CFI                          | 2.0 MPFI                       |
| -------------------- | ------------------------------ | -------------------------------------------------------------------------------- | ------------------------------ | -------------------------------- | ------------------------------ |
| 전장 (mm)            | 4,615                          | 4,615                                                                            | 4,615                          | 4,615                            | 4,615                          |
| 전폭 (mm)            | 1,718                          | 1,718                                                                            | 1,718                          | 1,718                            | 1,718                          |
| 전고 (mm)            | 1,382                          | 1,382                                                                            | 1,382                          | 1,382                            | 1,382                          |
| 축거 (mm)            | 2,620                          | 2,620                                                                            | 2,620                          | 2,620                            | 2,620                          |
| 윤거 (전, mm)        | 1,426                          | 1,426                                                                            | 1,426                          | 1,426                            | 1,426                          |
| 윤거 (후, mm)        | 1,406                          | 1,406                                                                            | 1,406                          | 1,406                            | 1,406                          |
| 승차 정원            | 5명                            | 5명                                                                              | 5명                            | 5명                              | 5명                            |
| 변속기               | 수동 5단 자동 4단              | 수동 5단 자동 4단                                                                | 수동 5단 자동 4단              | 수동 5단 자동 4단                | 수동 5단 자동 4단              |
| 서스펜션 (전/후)     | 맥퍼슨 스트럿/컴파운드 링크    | 맥퍼슨 스트럿/컴파운드 링크                                                      | 맥퍼슨 스트럿/컴파운드 링크    | 맥퍼슨 스트럿/컴파운드 링크      | 맥퍼슨 스트럿/컴파운드 링크    |
| 구동 형식            | 전륜 구동                      | 전륜 구동                                                                        | 전륜 구동                      | 전륜 구동                        | 전륜 구동                      |
| 연료                 | 가솔린                         | 가솔린                                                                           | 가솔린                         | 가솔린                           | 가솔린                         |
| 배기량 (cc)          | 1,498                          | 1,498                                                                            | 1,798                          | 1,998                            | 1,998                          |
| 최고 출력 (ps/rpm)   | 90/5,400                       | 100/5,000                                                                        | 110/5,400                      | 100/5,400                        | 115/5,200                      |
| 최대 토크 (kg*m/rpm) | 13.9/3,400                     | 14.8/3,400                                                                       | 16.4/2,600                     | 16.2/3,200                       | 18.0/2,600                     |
| 연비 (km/ℓ)          | 14.7(수동 5단)/ 12.8(자동 4단) | 14.84(수동 5단)/ 12.81(자동 4단) (이후 14.8(수동 5단)/, 12.8(자동 4단)으로 변경) | 13.5(수동 5단)/ 11.4(자동 4단) | 13.52(수동 5단)/ 12.23(자동 4단) | 12.8(수동 5단)/ 11.1(자동 4단) |

## 갤러리

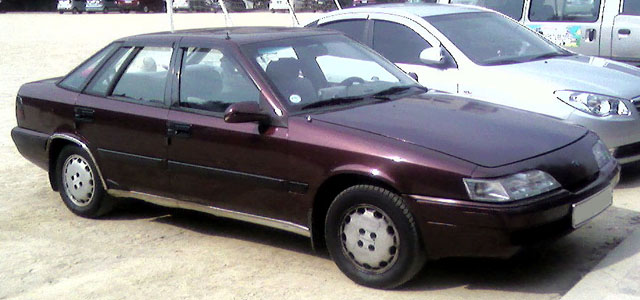
대우 에스페로 전기형 정측면
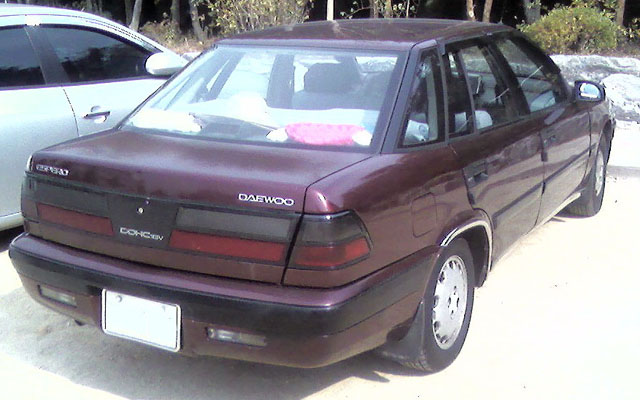
대우 에스페로 전기형 후측면
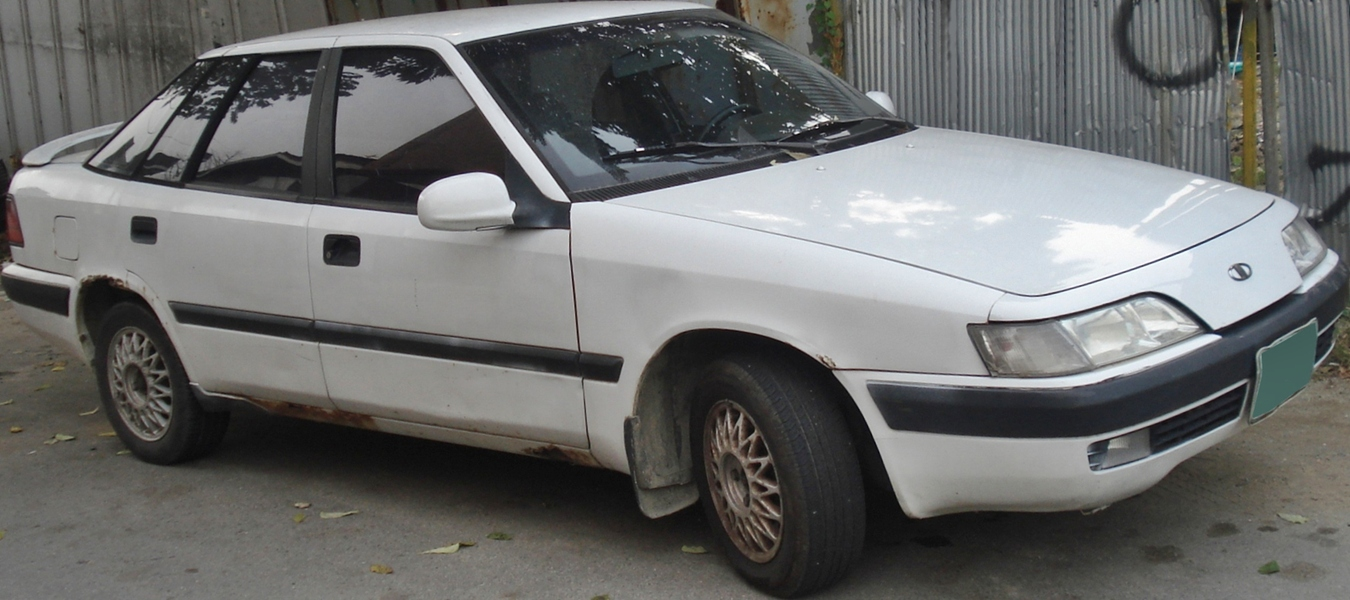
대우 에스페로 후기형 정측면
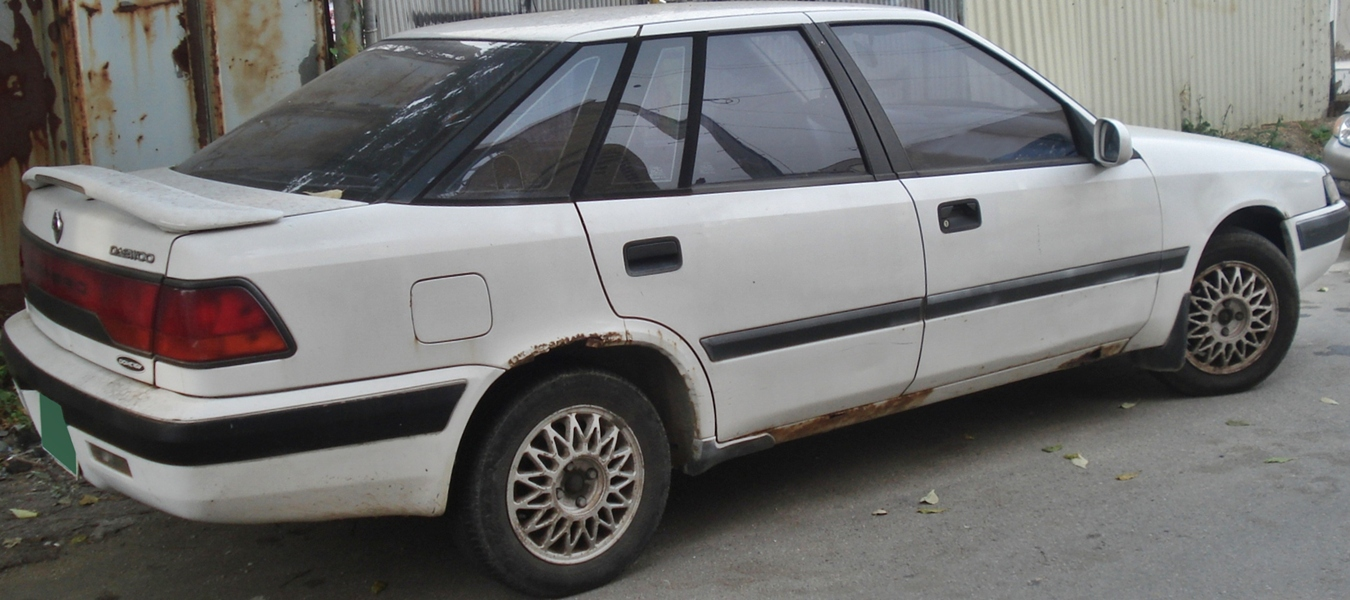
대우 에스페로 후기형 후측면
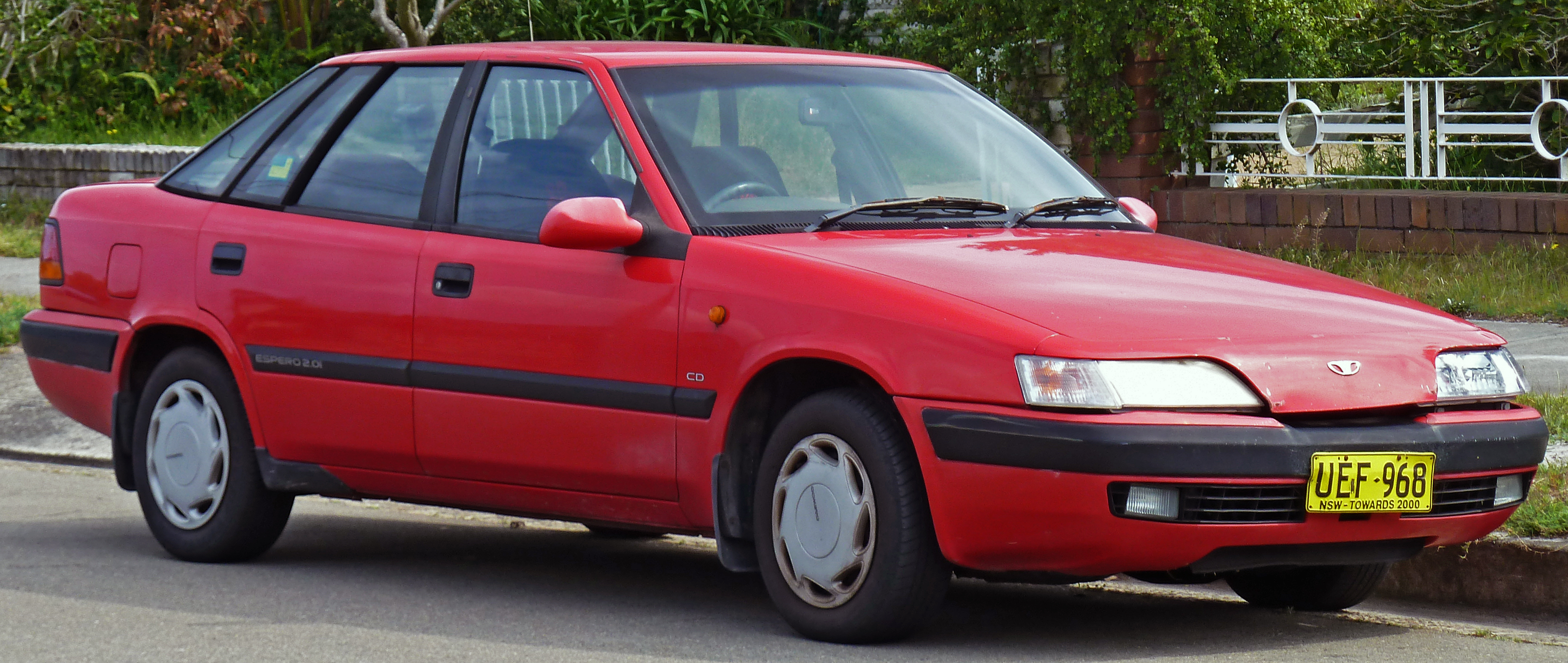
대우 에스페로 수출형 정측면
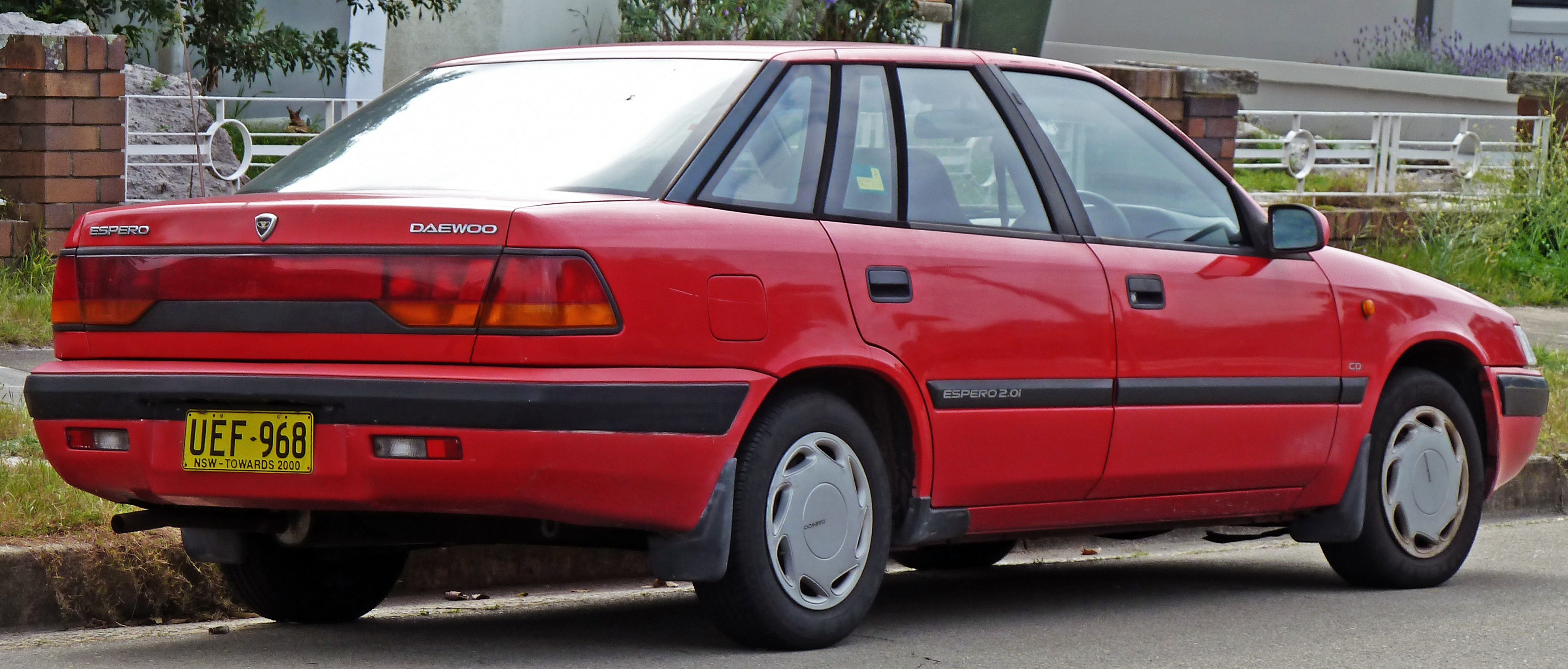
대우 에스페로 수출형 후측면

## 미디어 속의 에스페로

### 영화
- 투캅스와 투캅스 2에서 경찰차로 등장하였다.
- 인정사정 볼 것 없다에서 경찰차로 등장하였다.
- 광복절 특사에서 짭새가 유재필 일당을 추격할 때 사용하는 경찰차로 등장하는데, 여기서 고증재현오류는 경광등 색이 반대라는 것이다. 경찰차 경광등은 운전석이 빨간색, 동반석쪽이 파란색으로 규정되어 있다.
- 국가부도의 날에서 한시현(김혜수 분)의 차량으로 등장하였다.

### 드라마
- 응답하라 1994에서 성동일의 차로 등장하였다.

### 기타 매체
- 위기탈출 넘버원 25회에서는 유증기 화재 실험 차량으로 나왔다.